# Biserica Mărcuța
Biserica Mărcuța este un lăcaș de cult ortodox din București, care face parte din Mănăstirea Mărcuța. Biserica Mărcuța este unul dintre cele mai vechi lăcașuri de cult din București, s-a păstrat până astăzi într-o formă apropiată de cea inițială. Vechiul monument istoric, construit între anii 1586-1587, prezintă la interior detalii de structură și decorație, păstrează în interior până în prezent câteva fragmente din pictura de secol XVI. Figurează pe lista monumentelor istorice cu codul cod LMI B-II-m-A-18157.01
În afara incintei bisericii vechi s-a construit o nouă biserică, cu hramurile „Înălțarea Domnului” și „Sfântul Mare Mucenic Pantelimon”, care a fost târnosită în 3 noiembrie 2013.

## Descriere
Vechea mănăstire Mărcuța este situată în cartierul Pantelimon, în sectorul 2 din partea de est a orașului, peste drum de Spitalul Sfântul Pantelimon. În spatele blocurilor de locuințe, terenurile mănăstirii ajung pana pe malul sudic al Colentinei.
Biserica Mărcuța poarta hramul "Sfinții Arhangheli Mihail și Gavril" și a fost construită de către marele logofăt Dan între anii 1586-1587 în timpul Domnului Mihnea al II-lea Turcitul. Renovată ulterior de către Vișana fiica armașului Marcu (de unde și denumirea de Mărcuța), ea fiind nepoata logofătului Dan. 
În interiorul lăcașului de cult sunt păstrate picturi din secolul al XVI-lea și tablouri ce îl reprezintă pe armașul Marcu. De-a lungul timpului Biserica Mărcuța este restaurată de mai multe ori, renovată între anii 1632-1654, 1678-1688 și 1966-1967. Cu un perfect amplasament strategic, într-o zona mlăștinoasă lângă Lacul Fundeni, Mănăstirea Mărcuța, cu trei rânduri de porți, cu fortificații care după renovările din 1632-1654 permiteau și utilizarea armelor de foc, ea reprezenta un loc perfect pentru mai marii vremii să se poată retrage la adăpost în cazul unei năvăliri dușmane.
Ea, împreună cu Mănăstirea Văcărești și Mănăstirea Plumbuita constituiau un lanț strategic al Capitalei, de locuri fortificate folositor pentru retragerea familiilor bogate în cazul unor năvăliri sau răzmerite. Un vast ansamblu de tuneluri ajutau celor asediați sa se refugieze către zonele ferite și de acolo către moșii sa se pună la adăpost.
Mănăstirea Mărcuța a găzduit în cadrul clădirilor din complexul său un lazaret în perioada epidemiei de ciumă din 1813, iar ulterior în perioada 1829-1924, a fost sediul unui spital pentru bolnavii alienați mintal.

## Date suplimentare
În interiorul complexului mănăstiresc a fost internat pentru tratament Mihai Eminescu, fiindu-i administrat un tratament pe baza de mercur. Mihai Eminescu este internat aici începând cu 2 februarie, iar de aici este transferat la "Institutul Caritatea". 

## Galerie

Placă pe zidurile de la intrarea în complex
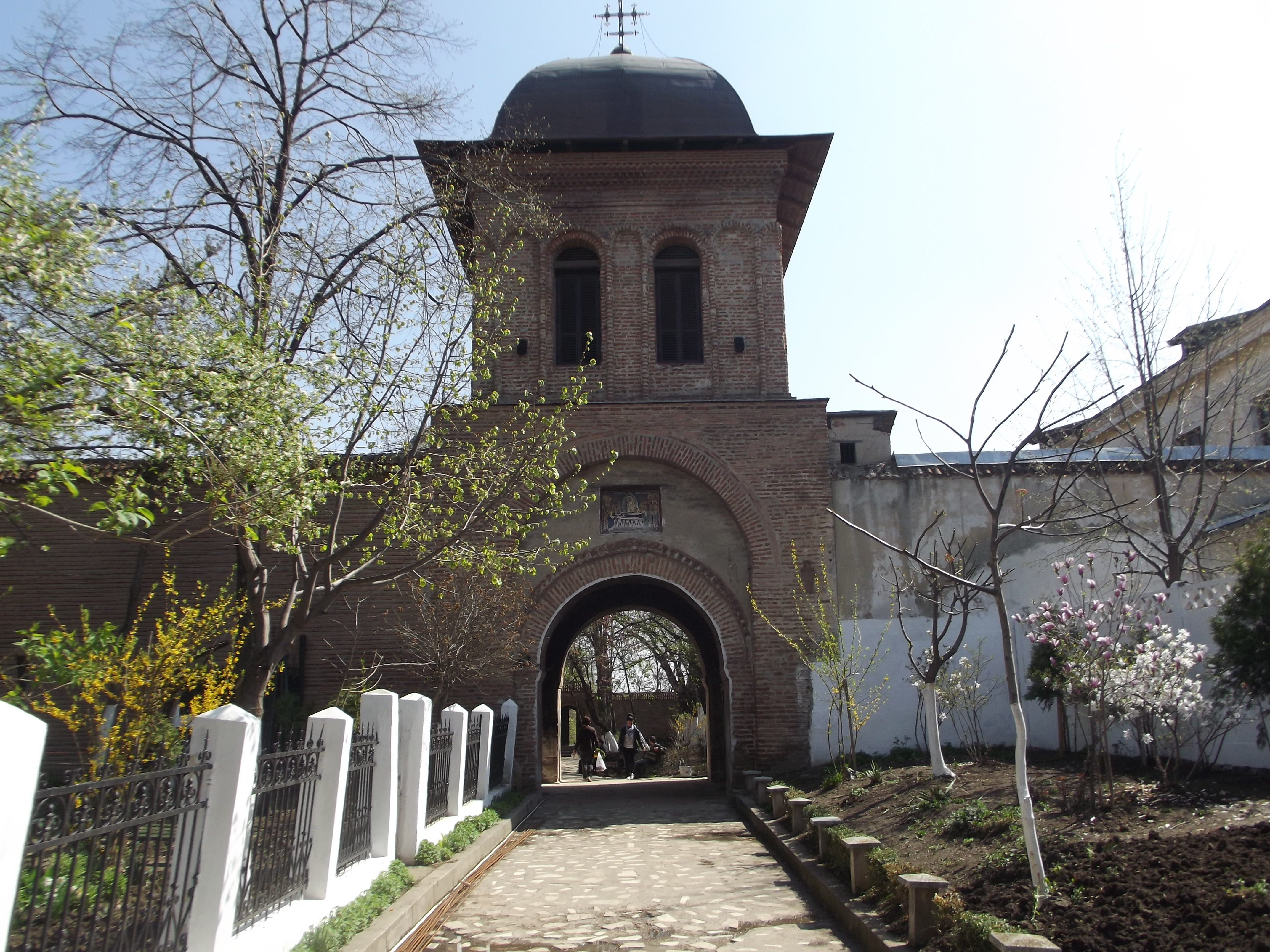
Intrarea în curtea bisericii se face trecând de zidurile fortificate
Biserica veche privită din faţă
Zidurile fostei mănăstiri încă înconjoară biserica veche
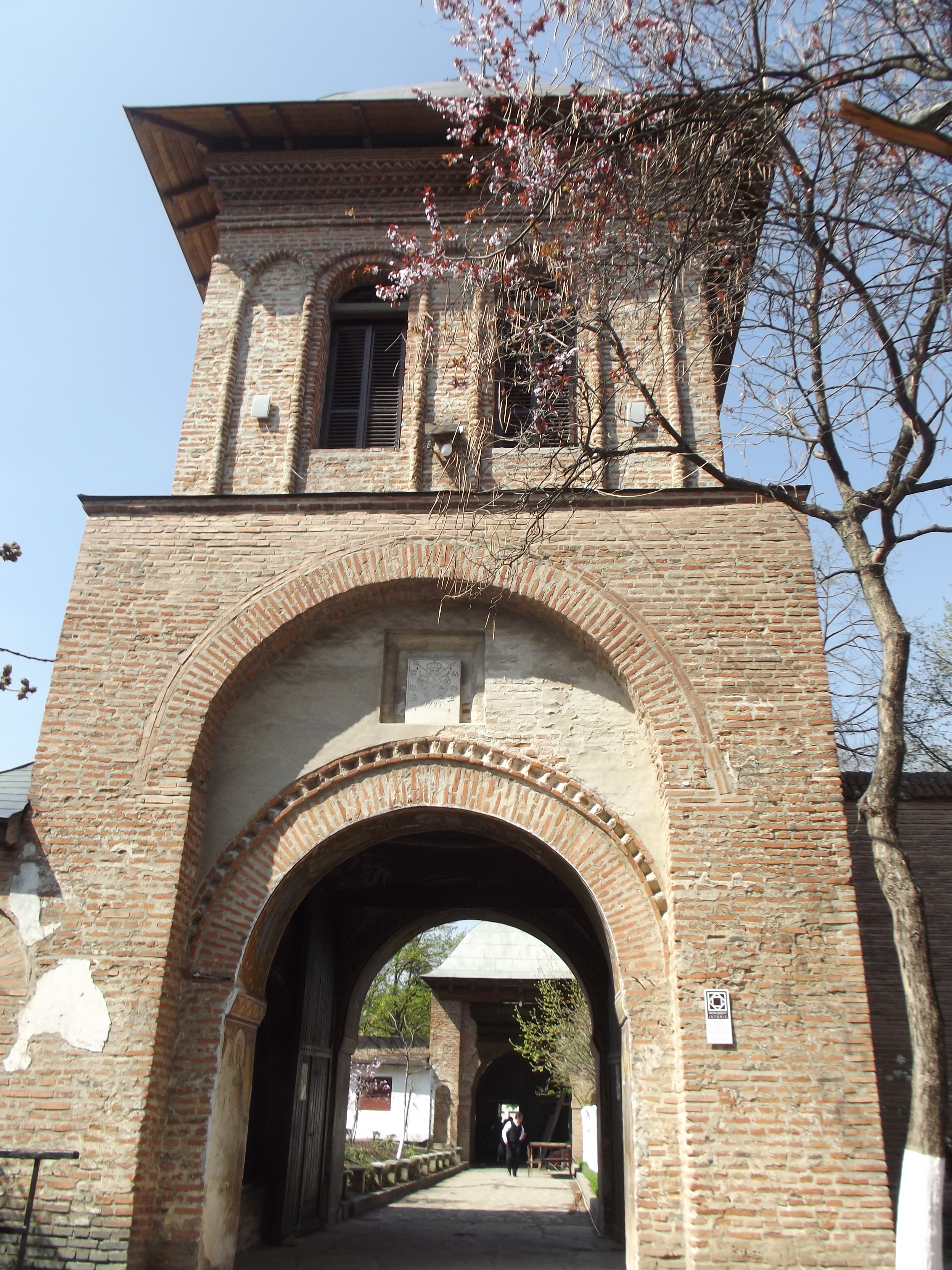
Turn cu clopotniţă zidit în 1779 de Alexandru Ipsilanti monument istoric cu codul B-II-m-A-18157.02